# Marian Huczek
Marian Huczek (ur. 14 czerwca 1939, zm. 30 czerwca 2023) – polski ekonomista, prof. zw. dr hab.

## Życiorys
W 1971 roku wstąpił do PZPR. W 1984 roku ukończył Wyższą Partyjną Szkołę przy KC KPU w Kijowie. Pełnił następujące funkcje:
- sekretarz KZ PZPR w Fabryce Śrub w Żywcu;
- konsultant ekonomiczny w KC PZPR w Warszawie;
- członek egzekutywy KW PZPR w Bielsku-Białej prawdopodobnie do 29 grudnia 1989 roku[2].

W 1998 r. uzyskał tytuł profesora nauk ekonomicznych. Został zatrudniony na stanowisku profesora w Instytucie Politologii na Wydziale Humanistycznym Uniwersytetu Pedagogicznego im. Komisji Edukacji Narodowej w Krakowie.
Był profesorem zwyczajnym na Wydziale Zarządzania i Komunikacji Społecznej Krakowskiej Akademii im. Andrzeja Frycza Modrzewskiego i kierownikiem w Katedrze Zarządzania i Marketingu na Wydziale Zarządzania i Komunikacji Społecznej Wyższej Szkole Ekonomicznej i Humanistycznej w Bielsku-Białej.
Pracował na Uniwersytecie Śląskim w latach 1997–2006, gdzie od 1998 roku pełnił funkcję kierownika Zakładu Bibliotekoznawstwa i Marketingu Książki w Instytucie Bibliotekoznawstwa i Informacji Naukowej Wydziału Filologicznego.
Pracował w Beskidzkim Instytucie Tekstylnym.